# Хомороду де Сус (Сату Маре)
Хомороду де Сус (рум. Homorodu de Sus) насеље је у Румунији у округу Сату Маре у општини Хомороаде. Oпштина се налази на надморској висини од 171 m.

## Становништво
Према подацима из 2002. године у насељу је живело 305 становника, од којих су сви румунске националности.